# موريس ليلوير
موريس ليلوير (بالفرنسية: Maurice Leloir)‏ رسام فرنسي (ولد يوم 1 نوفمبر من العام 1853)

## معرض صور

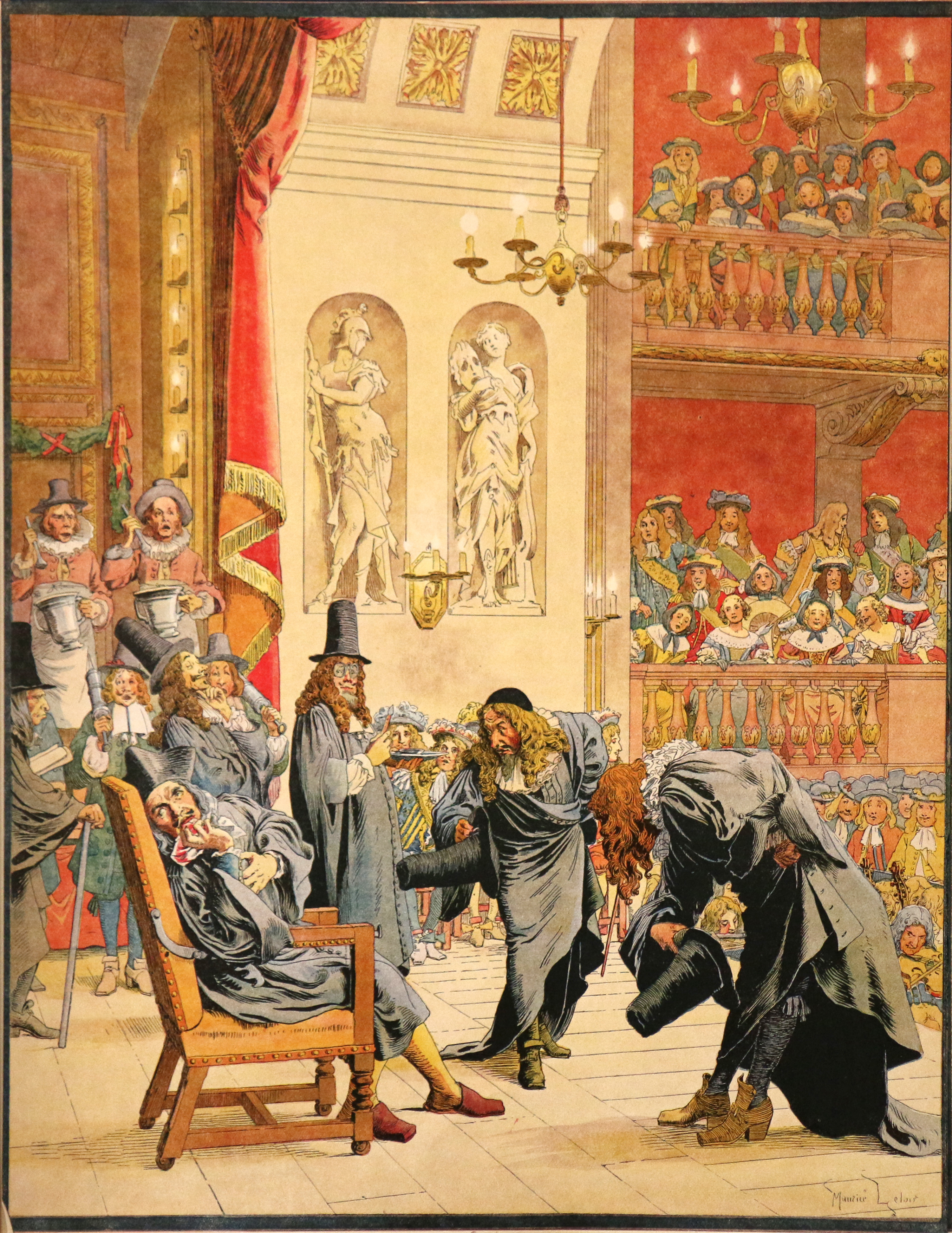
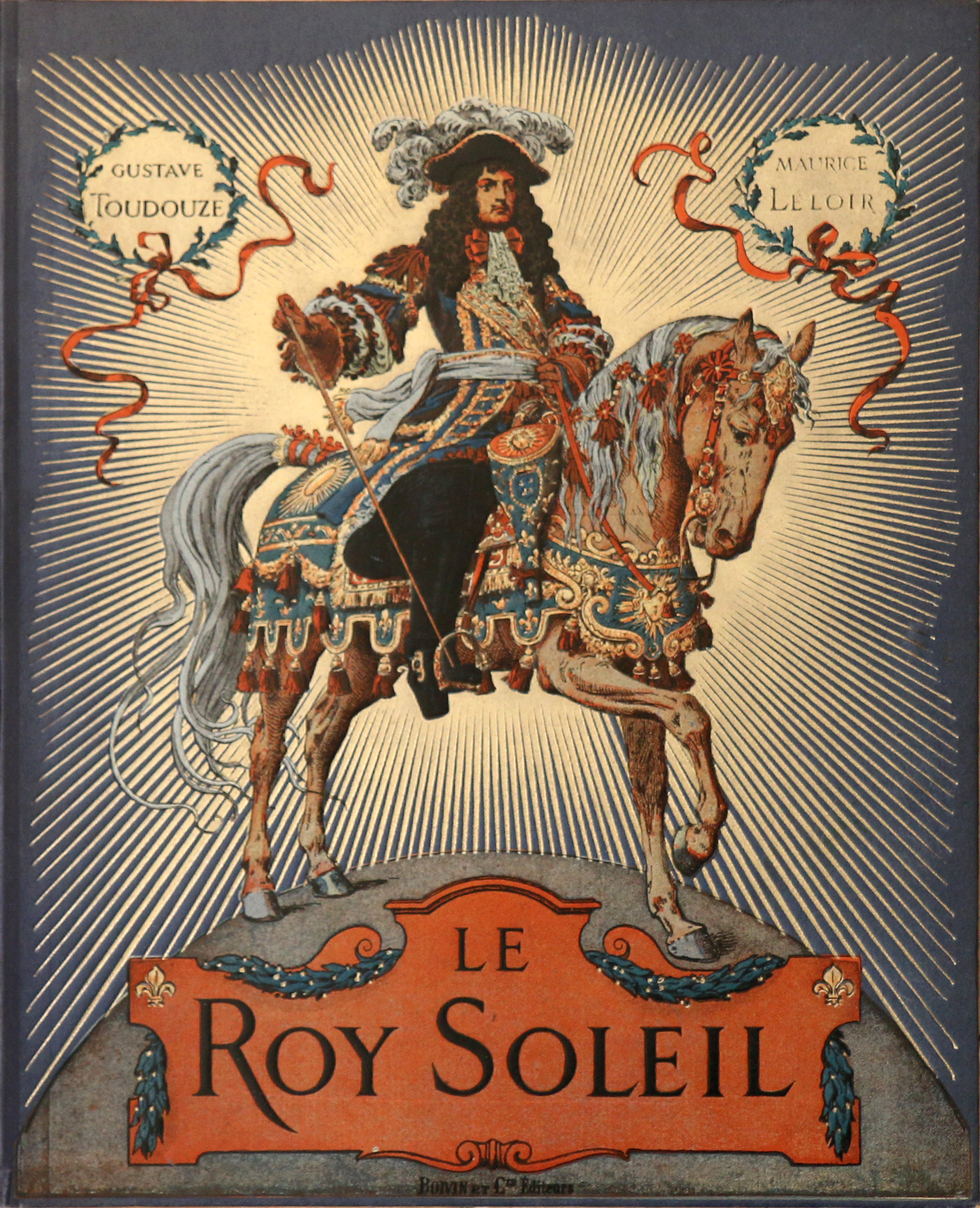
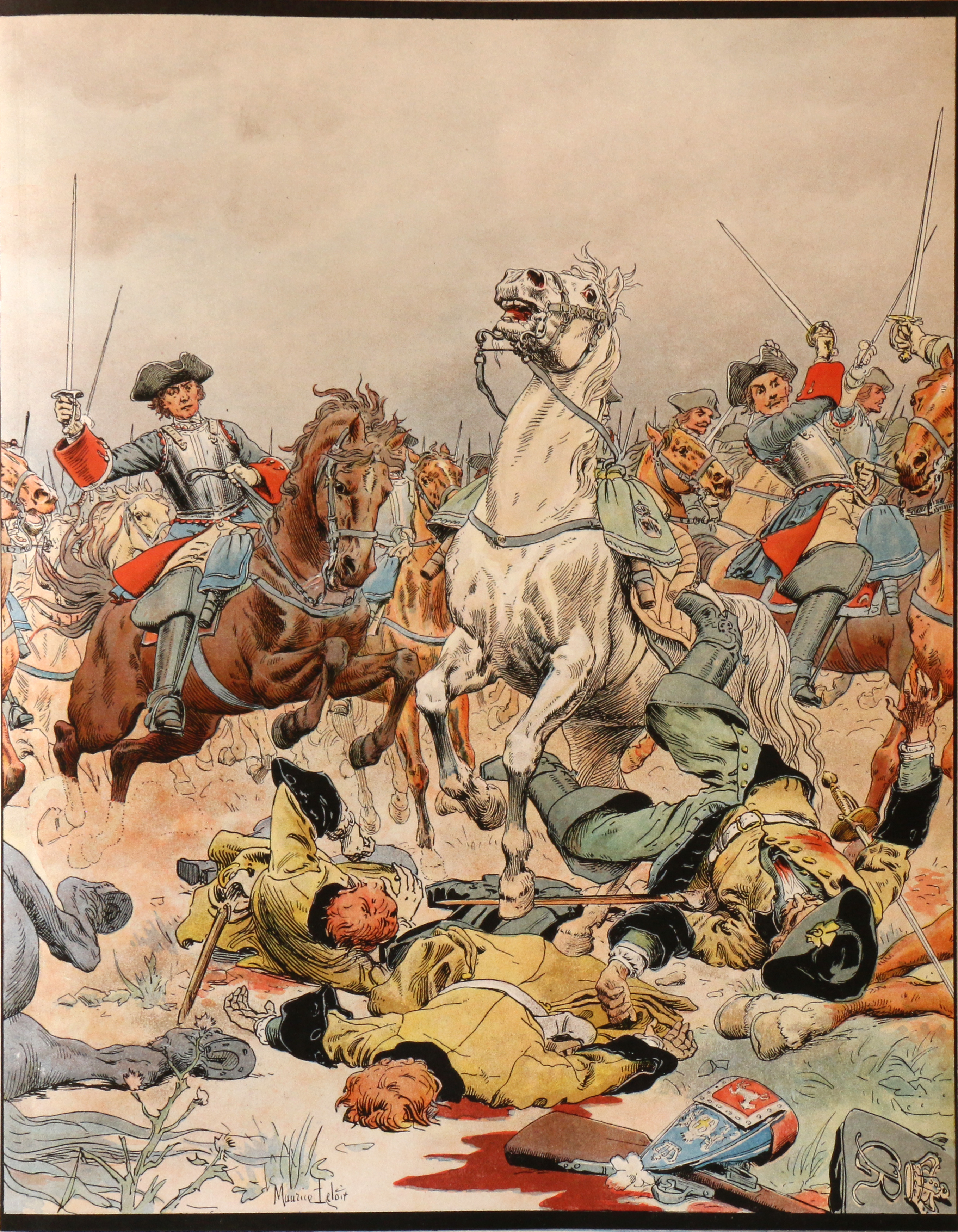
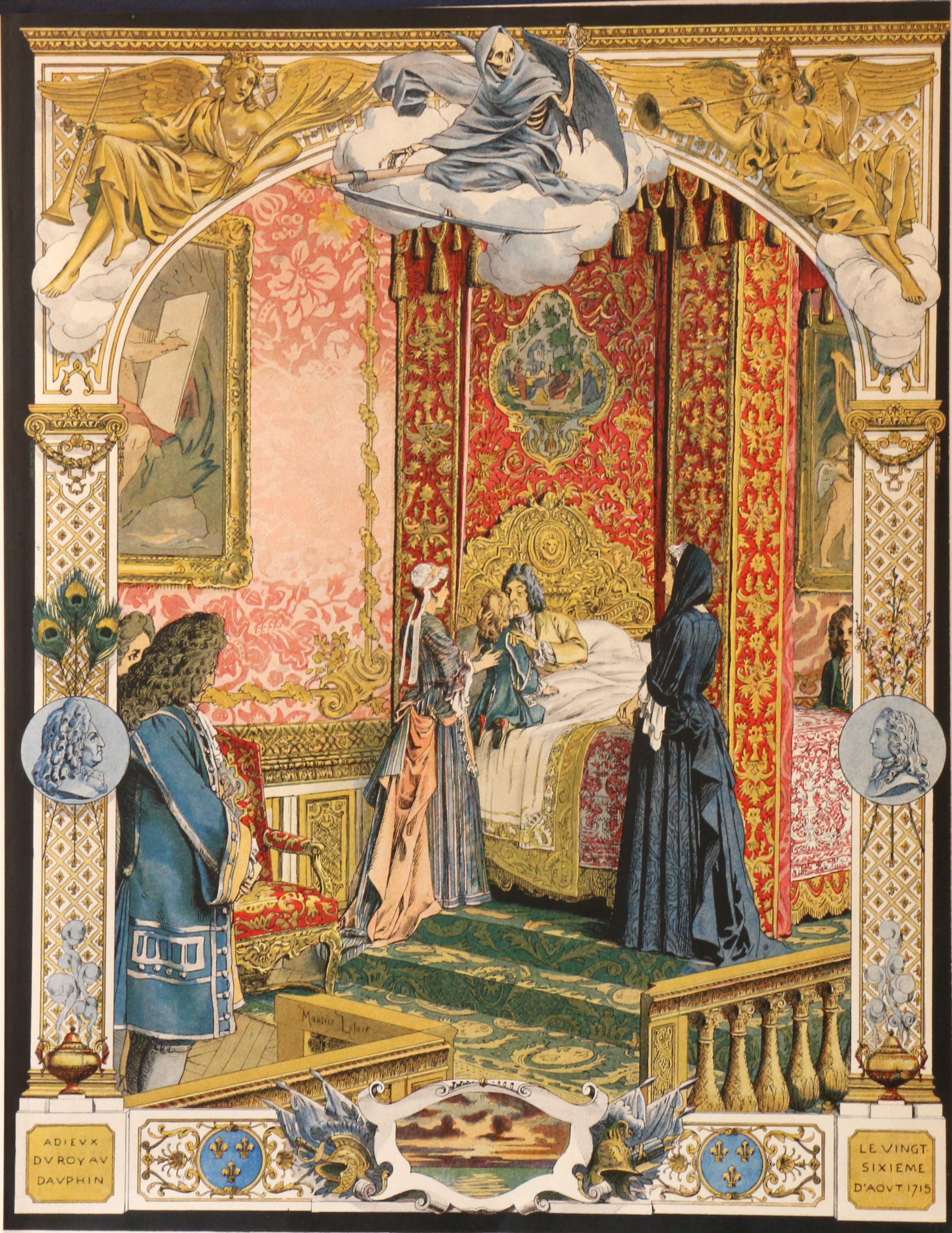
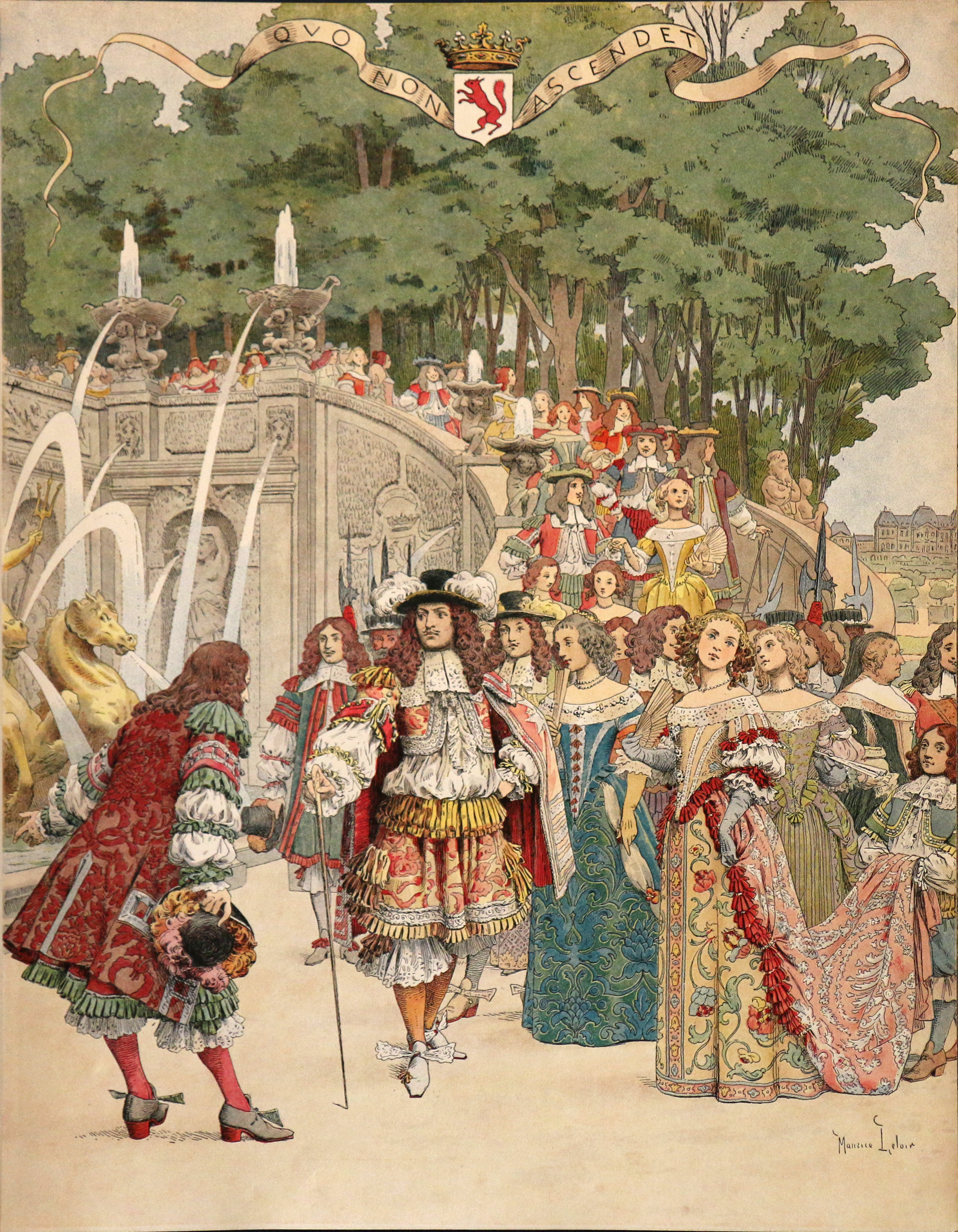

## روابط خارجية
- موريس ليلوير على موقع IMDb (الإنجليزية)